# Tour de Poitou-Charentes 2017
El Tour de Poitou-Charentes 2017, 31a edició del Tour de Poitou-Charentes, es disputà entre el 22 i el 25 d'agost de 2017 sobre un recorregut de 658,3 km repartits cinc etapes. L'inici de la cursa fou a Bressuire, mentre el final fou a Poitiers. La cursa formava part del calendari de l'UCI Europa Tour 2017, amb una categoria 2.1.
El vencedor final fou el danès Mads Pedersen (Trek-Segafredo) seguit per Jonathan Castroviejo (Movistar Team) i Jean-Pierre Drucker (BMC Racing Team)

## Equips
L'organització convidà a prendre part en la cursa a sis equips UCI WorldTeams, nou equips continentals professionals i tres equips continentals:
| WorldTeams (6)- AG2R La Mondiale - FDJ - Movistar Team - Sky - BMC Racing Team - Trek-Segafredo Equips continentals professionals (9)- Direct Énergie - Cofidis, Solutions Crédits - Fortuneo-Oscaro - Delko Marseille Provence KTM - Wanty-Groupe Gobert - Sport Vlaanderen-Baloise - Bardiani CSF - Gazprom-RusVelo - Wilier Triestina-Selle Italia Equips continentals (3)- HP BTP-Auber 93 - Roubaix Lille Métropole - Armée de terre |
| |

## Etapes
| Etapa | Data       | Recorregut                           | Km    | Vencedor d'etapa     | Líder de la general  |
| ----- | ---------- | ------------------------------------ | ----- | -------------------- | -------------------- |
| 1a    | 22 d'agost | Bressuire – Saintes                  | 199,5 | Elia Viviani (ITA)   | Elia Viviani (ITA)   |
| 2a    | 23 d'agost | Saint-Savinien – Roumazières-Loubert | 185,7 | Nacer Bouhanni (FRA) | Nacer Bouhanni (FRA) |
| 3a    | 24 d'agost | Vouillé – Neuville-de-Poitou         | 94,7  | Elia Viviani (ITA)   | Elia Viviani (ITA)   |
| 4a    | 24 d'agost | Mirebeau – Neuville-de-Poitou        | 20,6  | Mads Pedersen (DEN)  | Mads Pedersen (DEN)  |
| 5a    | 25 d'agost | Roumazières-Loubert – Poitiers       | 157,8 | Marc Sarreau (FRA)   | Mads Pedersen (DEN)  |

## Classificació final
|    | Ciclista                   | Equip            | Temps       |
| -- | -------------------------- | ---------------- | ----------- |
| 1  | Mads Pedersen (DEN)        | Trek-Segafredo   | 15h 31' 11" |
| 2  | Jonathan Castroviejo (ESP) | Movistar Team    | + 30"       |
| 3  | Jean-Pierre Drucker (LUX)  | BMC Racing Team  | + 30"       |
| 4  | Benjamin Thomas (FRA)      | Armée de Terre   | + 33"       |
| 5  | Elia Viviani (ITA)         | Team Sky         | + 51"       |
| 6  | Bruno Armirail (FRA)       | FDJ              | + 55"       |
| 7  | Owain Doull (GBR)          | Team Sky         | + 56"       |
| 8  | Gediminas Bagdonas (LTU)   | AG2R La Mondiale | + 57"       |
| 9  | Damien Gaudin (FRA)        | Armée de Terre   | + 1' 12"    |
| 10 | Lilian Calmejane (FRA)     | Direct Energie   | + 1' 20"    |